# クイーンコーラル (初代)
クイーンコーラルは、 照国郵船が運航していたフェリー。本項目では、1972年就航の初代を取り扱う。

## 概要
照国郵船のフェリー化第一船として、林兼船渠長崎造船所で建造され、1972年に就航した。1977年に特殊構造だったランプウェイを改造、屋外プールを廃止するなど合理化改装を受けた。1982年11月にニュークイーンコーラルの就航により係船されたが、1983年7月にクイーンコーラル2が売却されたため、航路に復帰した。
クイーンコーラル7の就航により、1986年10月に引退した。
その後、海外売船され、ギリシャ・キプロスのWaveray ShippingでQUEEN VERGINAとなり、1987年にアンコーナ - コルフ - ミコノス - ピレウス - リマソル - ハイファ航路に就航した。
1988年にモロッコのMoroccan Navigationに売却されRIFとなった。
1992年には、リビアのGNMTCに売却されHANAAとなった。
1998年にバレッタで係船された。
2004年にトルコにスクラップとして売却され、回航された後、解体された。

### 航路
照国汽船
- 鹿児島港 - 名瀬港（奄美大島） - 与論港（与論島） - 那覇港

就航前は名瀬港までの予定だったが、運輸省の認可が得られたため、与論港まで延長された。1972年12月に那覇港まで延長された。

## 設計
1975年に開催された沖縄国際海洋博覧会の観光客輸送を行うため、個室の部屋数を増やし、パブリックスペースを広く取った船内、客船を意識した外観など、子会社の日本高速フェリーが建造したさんふらわあシリーズと共通する旅客重視の豪華フェリーとして建造された。一方で、離島航路船として生鮮食料品等の輸送のために当初より船内に冷蔵貨物倉を設けていたが、トラックやコンテナは積載できず、貨物輸送能力はごく小さかった。このため、観光客輸送が予想外に伸び悩むと貨主客従の航路事情にそぐわない不経済船となり、赤字が累積し、1975年12月に照国郵船が会社更生法による会社更生手続を申請する一因となった。
ランプウェイは客船を意識した船型かつ公共岸壁を使用するため岸壁に可動橋を設ける事が出来ない事からジャックナイフ式のサイドドアやスライディングランプ等を用いた格納式になっていたが、1977年2月に通常の大型サイドランプに改造した。また同時に船橋前の前甲板と煙突後方のプール撤去後のスペースに12ftコンテナの積載設備を設ける改装も行われ、限定的ながら貨物輸送能力の向上が図られた。

## 船内
離島ブームによる観光客増加を反映し、生活航路の利用客とともに若年層や女性客・新婚旅行客を主眼に置き南国の明るい太陽と空・紺碧の海原のイメージで明るくフレッシュな雰囲気とした。

### 船室
- 貴賓室（3名）[4]
- 特別室（2名×17室 計34名）- ユニットバス付[4]
- 特別1等室（洋室20室・和室3室 計165名） - 主にシングルベッド4基を設置[4]
- 1等室（洋室20室・和室3室 192名） - 2段ベッド式[4]
- 特別2等室（3区画 計211名） - 2段ベッド式[4]
- 2等室（2区画 256名）[4]
- その他臨時旅客349名乗船可[4]。

### 設備
遊歩甲板
- サンロンジ
- アベックベンチ
- ジャングルジム
- デッキゴルフ
- デッキボウリング場

A甲板
- 貴賓室
- 特別客室
- ロビー
- スナックコーナー
- メインホール
- サロン
- レストランシアター
- スイミングプール

B甲板
- 特別1等客室
- 特別2等客室
- アナウンス室
- 観光資料室
- ビューティサロン
- エントランスホール
- カウンタースペース
- レディスサロン

C甲板
- 1等客室
- 特別2等客室
- 2等客室
- 売店
- エントランスホール
- カウンタースペース
- ゲームコーナー

D甲板
- エントランス(4層吹き抜け）
- 自動車・貨物積載室

E甲板
- サウンドホール
- バーカウンター